# كلية رويال هولواي (جامعة لندن)
كلية رويال هولواي، جامعة لندن (بالإنجليزية: Royal Holloway, University of London)‏ هي إحدى الكليات التابعة لجامعة لندن وإحدى الجامعات الأعضاء في مجموعة 1994. يدرس في هذه الكلية ما يزيد عن 7,345 طالباً في مرحلة البكالوريوس والدراسات العليا من أكثر من 120 دولة. وتبعد الجامعة 20 ميلاً (32 كم) عن وسط لندن.
تأسس الحرم الجامعي الواقع في منطقة إيغم في العام 1879، وأشرف على تأسيسه وتمويله رجل الأعمال توماس هولواي، وكان اسمها كلية رويال هولواي. وتم افتتاح الكلية في العام 1886 وحضر حفل الافتتاح الملكة فكتوريا وكانت الكلية في بداية الأمر للإناث فقط. وأصبحت الكلية تابعة لجامعة لندن في العام 1900, وبدأت الكلية منذ العام 1945 بقبول الطلبة الذكور في مرحلة الدراسات العليا، وفي العام 1965 أصبح من الممكن لطلبة البكالوريوس كذلك أن يلتحقوا بها. وتم دمج كلية هولواي في العام 1985 مع كلية بيدفورد (لندن) (وهي إحدى الكليات التي تأسست في العام 1849 وكانت نسوية في بداية تأسيسها، والتحقت بجامعة لندن في العام 1900 وأصبحت مختلطة في العام 1965).
وتتألف الكلية حالياً من ثلاثة كليات و18 قسماً أكاديمياً.

## المكانة الأكاديمية للكلية

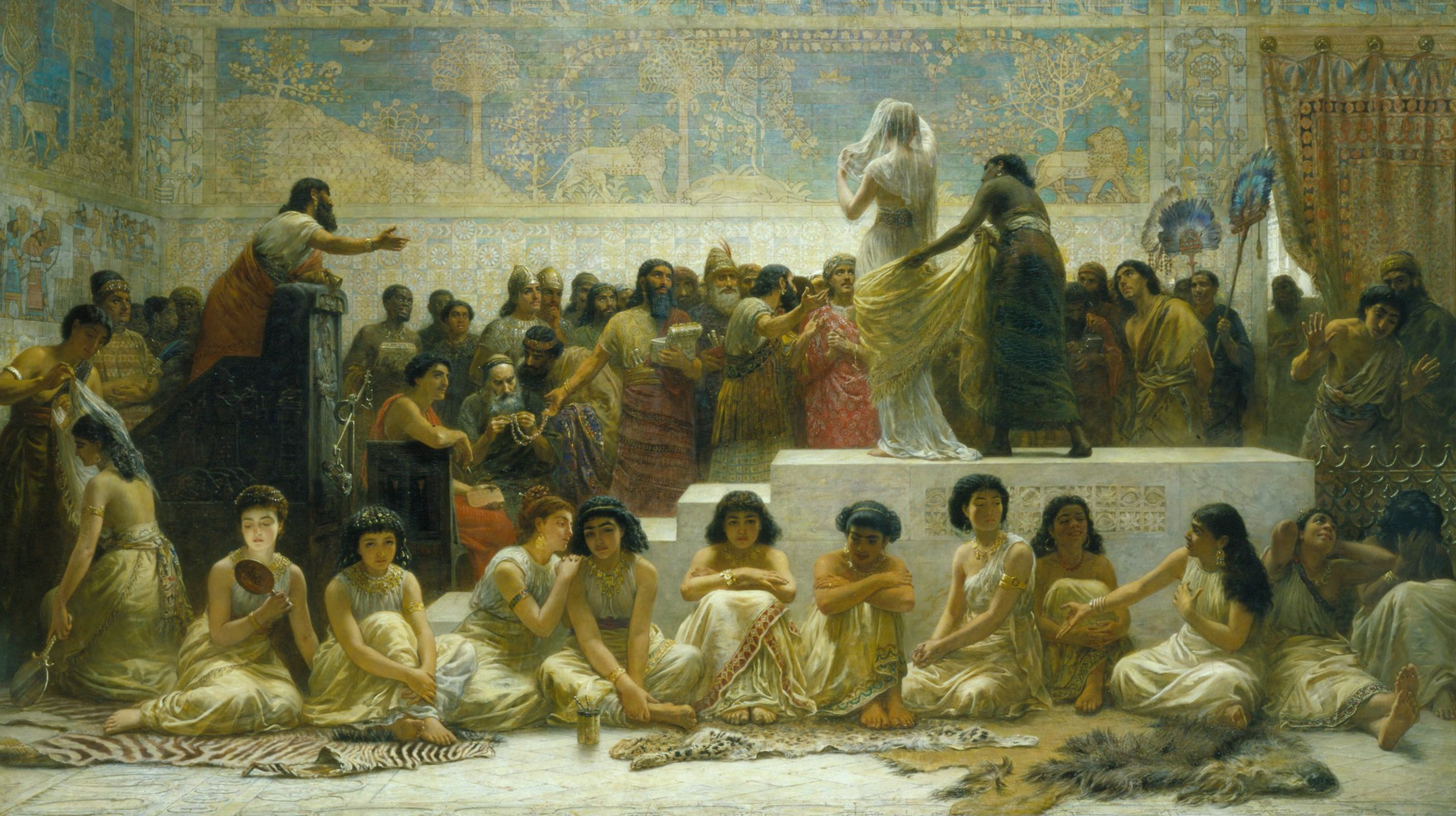
سوق الزواج البابلي بريشة إدوين لونغ عام 1875. من مقتنيات كلية رويال هولواي.

تتمتع الكلية بسمعة مرموقة ومتميزة في مجال التدريس والبحث العلمي، وتتميز في النسب العالية للتوظيف وفرص العمل التي يحصل عليها الطلبة بعد تخرجهم من هذه الكلية، حيث تعد الكلية وفق آخر الإحصاءات التي تمت في العام 2006 الجامعة الثانية بين 90 جامعة في بريطانيا وويلز من ناحية عدد الطلبة الخريجين الذين يحصلون على وظيفة بعد التخرج، وهذا ساعدها على بناء سمعة جيدة بين الطلبة لتحل في المرتبة الخامسة بين الجامعات البريطانية من ناحية رضا الطلبة.
ويشير دليل الجامعات الصادر عن مجلة التايمز في العام 2009 إلى أن الكلية قد حلت في المرتبة الثلاثين في المملكة المتحدة، حيث حققت 626 نقطة من 1000 نقطة. أما دليل الجامعات لعام 2008 والصادر عن صحيفة صنداي تايمز فيضع الكلية في المرتبة الثامنة والعشرين في بريطانيا من بين 120 جامعة، أما صحيفة الغارديان فقد وضعت الكلية في المرتبة الخامسة والثلاثين.

## اتحاد الطلبة

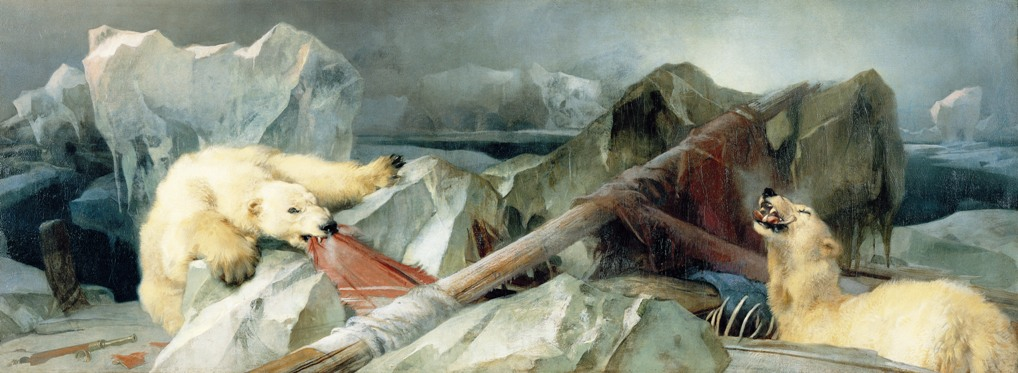
الإنسان يقترح، الربّ يتصرف بريشة الرسام الإنجليزي السير إدوين لاندسير. مجموعة رويال هولواي ، جامعة لندن

يتمتع اتحاد طلبة كلية هولواي بسمعة طيبة في لندن حتى أن صحيفة الإندبندنت أشارت في أحد المقالات إلى أن هذا الاتحاد هو من بين الأفضل في منطقة لندن. ويشرف الاتحاد على معظم الأنشطة الترفيهية التي تقام في حرم الجامعة بالإضافة إلى تنظيم ودعم الأنشطة الرياضية ممثلة بالنوادي الطلابية، بالإضافة إلى الجمعيات التي يديرها الطلبة في العديد من المجالات. كما أن للمجلس جهود واسعة في تقديم النصائح والاستشارات للطلبة من خلال مركز الاستشارات الطلابية.

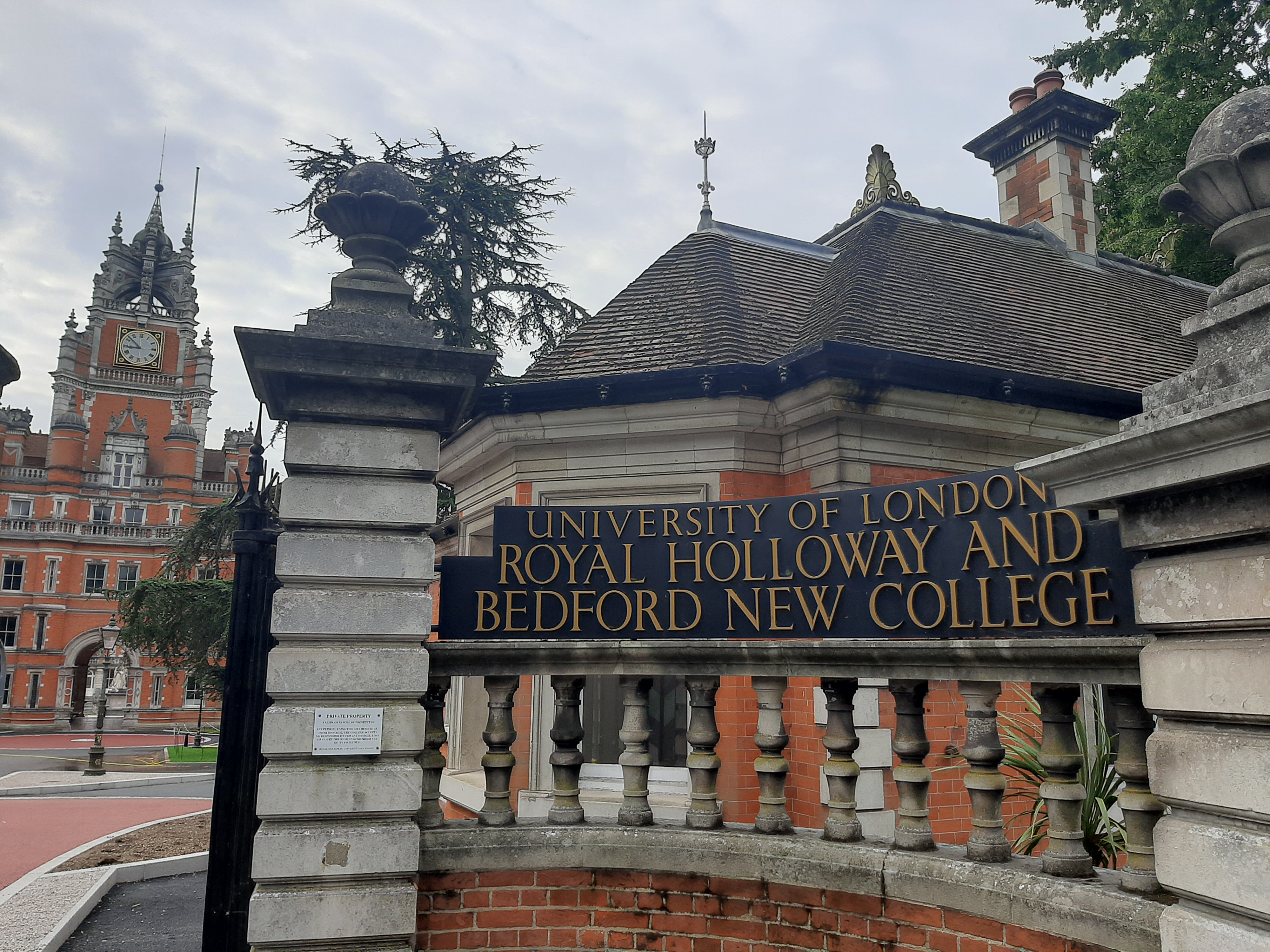

## وصلات خارجية
- الموقع الرسمي للكلية
- الموقع الرسمي لاتحاد طلبة الكلية